# بحثا عن التميز
بحثاً عن التميز (بالإنجليزية: In Search of Excellence)‏ هو كتاب كتبه توم بيترز وروبرت إتش ووترمان جونيور نُشر لأول مرة في عام 1982، وبيعت منه ثلاثة ملايين نسخة في أول أربع سنوات، وكان أكثر الدراسات انتشارًا في الولايات المتحدة من 1989 إلى 2006. يستكشف الكتاب فن وعلم الإدارة الذي استخدمته العديد من الشركات في الثمانينيات.

## معلومات عامة

### سياق الكلام
في عام 1982، في وقت نشر «البحث عن التميز»، كانت أمريكا تتطلع إلى اليابان باعتبارها القوة الاقتصادية الصاعدة.  كانت الشركات الأمريكية تدرس تقنيات الإدارة اليابانية وتتطلع إلى التعلم من نجاحاتها. جاء في «بحث عن التميز» عكس هذا الاتجاه، من خلال التركيز على الشركات الأمريكية ودراسة ما جعل أنجح الشركات الأمريكية ناجحة.

### الأصول
لم يبدأ كتاب البحث عن التميز كتاباً، كما أوضح توم بيترز عند إجراء مقابلة معه في عام 2001 للاحتفال بالذكرى السنوية العشرين لـلكتاب.  في المقابلة نفسها، ادعى بيترز أنه ووترمان كانا مستشارين على «هامش» شركة ماكينزي، ومقرها في مكتب سان فرانسيسكو.
في عام 1977، أطلق مدير ماكينزي رون دانيال مشروعين؛ الأول والأهم، مشروع إستراتيجية الأعمال، خُصص لكبار المستشارين في المقر الرئيسي لشركة ماكينزي مدينة نيويورك وحصل على موارد كبيرة، لكنه لم يتمكن من تنفيذ الإستراتيجية بشكل فعال.
صرح بيترز أنه مباشرة بعد تخرجه بدرجة الدكتوراه من جامعة ستانفورد والعودة إلى ماكينزي، سلمهُ دانيال «مهمة رائعة». بدافع من الأفكار الجديدة القادمة من مجموعة بوسطن الاستشارية لبروس هندرسون، سُئل بيترز من قبل دانيال للنظر في «فعالية المنظمة» و«مشكلات التنفيذ» في مشروع فرعي غير مهم متداخل في مكتب ماكينزي الغريب إلى حد ما في سان فرانسيسكو. بينما ركز مشروع دانيال الأول على إستراتيجية الأعمال، كان هذا المشروع الثاني معنيًا بالمنظمة، والتي عرّفها بيترز بأنها تنطوي على «جانب الهيكل والأشخاص». في مقابلة شركة فاست كومبني.
على الرغم من وصفه بأنه «هامشي»، كان للمشروع ميزانية سفر غير محدودة سمحت لـ بيترز بالسفر في الدرجة الأولى والبقاء في فنادق رفيعة المستوى وترخيصًا من شركة ماكينزي للتحدث إلى أكبر عدد ممكن من الأشخاص الرائعين  حول الولايات المتحدة والعالم. يعترف بيترز بأنه لم تكن هناك خطة عمل مصممة بعناية. لم تكن هناك نظرية لأثُبتها. خرجت وتحدثت إلى شخص ذكي حقًا، ومثير للاهتمام بشكل ملحوظ، من الدرجة الأولى من الناس. بالإضافة إلى كارل ويك وإينار ثورسرود، يلاحظ بيترز أن نظرية دوجلاس ماكجريجور عن التحفيز المعروفة باسم ثيوري إكس وثيوري واي كان لها تأثير مباشر على اتجاه المشروع.
في مقال نُشر عام 1978 بعنوان «الرموز والأنماط والإعدادات»، جادل بيترز بأن «تغيير الهيكل التنظيمي» و«اختراع عمليات جديدة» الهيكل والنظام، على التوالي هما فقط أداتان للتغيير التنظيمي. ثم يحدد بيترز ثماني أدوات «عادية» يمتلكها كل مدير في متناول يده.  ووصف هذا المقال بأنه «عرض مبدئي» وأول تعبير علني عن هذه الأفكار.
في عام 1979، طلب مكتب ماكينزي في ميونيخ من بيترز تقديم النتائج التي توصل إليها إلى شركة سيمنز، والتي قدمت حافزًا لبيترز لإنشاء عرض تقديمي مكون من 700 شريحة لمدة يومين. وصلت كلمة الاجتماع إلى الولايات المتحدة ودُعي بيترز لتقديمه أيضًا إلى شركة بيبسي كو، ولكن على عكس شركة سيمنز شديدة التنظيم، تطلبت شكرة بيبسي كو تنسيقًا أكثر إحكامًا من 700 شريحة، لذلك قام توم بيترز بدمج العرض التقديمي في ثمانية موضوعات. هذه الثمانية تشكل فصول البحث عن التميز.
في عام 1980، انضم ووترمان إلى بيترز، جنبًا إلى جنب مع أصدقاء ووترمان في الأوساط الأكاديمية توني آتوس وريتشارد باسكال، واجتمعوا معًا لمدة يومين في سان فرانسيسكو لتطوير ما أصبح يعرف باسم إطار ماكينزي إس سفن، وهو الإطار نفسه الذي من شأنه تنظيم الكتاب. في يونيو 1980، نشرت بيترز عبارة عن OP-ED  (أو بي إي دي) في قسم مجلة المدير في مجلة وول ستريت مجلة بعنوان «صنم التخطيط».  في هذه المقالة، «شدد على أهمية التنفيذ ورفض الفكرة الكاملة للاستراتيجية».  كاستراتيجية، كانت مكينسي تعد العملية الرئيسية في ذلك الوقت، وكان ذلك بمثابة «اعتداء مباشر» على الشركة، ما أدى إلى مطالبة مايك بولكين، رئيس مكتب صحيفة نيويورك بإقالة دانيال بيترز.
كان الموضوع الأساسي «المبتكر» الذي ركز على ما سيصبح في البحث عن التميز هو أن «الهيكل ليس منظمة».  حدث هذا أيضًا ليكون عنوان مقال صحفي عام 1980 كتبه بوب ووترمان وتوم بيترز وجوليان فيليبس حين جادلوا بأن «صورة الشيء ليست هي الشيء ... الهيكل التنظيمي ليس منظمة».
في ديسمبر 1981، ترك بيترز الشركة، بعد الموافقة على تقسيم ملكية بنسبة 50% مع شركة ماكينزي.  بقي ووترمان في الشركة لمدة ثلاث سنوات أخرى، لكنه لم يتلق أي عائدات من الكتاب.

### الأفكار الرئيسية

#### الجزء الأول: النهج والطريقة
في الفصل الأول من الكتاب، قدم بيترز ووترمان خلفية الكتاب وأساليب بحثهما. كان بيترز ووترمان مهتمين بكيفية تنظيم وإدارة المنظمات. تساءلا عما إذا كان الهيكل يتبع الإستراتيجية، كما اقترح ألفريد تشاندلر.  لمعالجة هذا، كان منظورهم كما يلي:
«يجب أن يشمل أي نهج ذكي للتنظيم سبعة متغيرات على الأقل ويعاملها على أنها مترابطة: الهيكل، والاستراتيجية، والأفراد، وأسلوب الإدارة، والنظم والإجراءات، والمفاهيم التوجيهية والقيم المشتركة (أي الثقافة)، والحاضر ونقاط القوة أو المهارات المنشودة في الشركة».
لقد استخدموا هذه «المتغيرات» السبعة لإنشاء إطار عمل مرئي، أصبح يُعرف باسم إطار عمل ماكنزي إس سفن ثم استخدموا إطار عملهم إس سفن 7S كعدسة يمكن من خلالها تقييم التميز التنظيمي. لقد أجروا مقابلات متعمقة مع قادة في 43 شركة «ممتازة» للتداول العام باستخدام هذه العدسة. ثم قاموا بتقليص مجموعة الأفكار الناشئة من هذه المقابلات إلى ثمانية «مواضيع».

#### الجزء الثاني: التوجه الفكري
يقدم الفصل الثاني من الكتاب «النموذج العقلاني» ثم ينتقد النهج العقلاني للإدارة.  فيما يلي مثال على العقلية العقلانية:
«الاحتراف في الإدارة يجري ربطه بانتظام بالعقلانية القوية ... ولا يعلمنا أن نحب العملاء. ولا يوجه قادتنا إلى الأهمية الحرجة لجعل الشخص العادي بطلاً وفائزًا ثابتًا … هذا يظهر، كما قال أنتوني أثوس، أن "المديرين الجيدين يصنعون معاني للناس، وكذلك للمال».

#### الجزء الثالث: الخصائص الثمانية للشركات الممتازة
وجد بيترز وواترمان ثمانية موضوعات مشتركة قالا إنها مسؤولة عن نجاح الشركات المختارة. يخصص الكتاب فصلًا واحدًا لكل موضوع.
1.التحيز للعمل
2.البقاء على مقربة من العميل
3.الاستقلالية وريادة الأعمال
4.الإنتاجية من خلال الناس
5.التدريب العملي، القيمة المدفوعة
6.التمسك بالعقد
7.شكل بسيط، فريق عمل خفيف
8.خصائص متزامنة حرة ووثيقة